# Trochetia blackburniana
Trochetia blackburniana är en malvaväxtart som beskrevs av Boj.. Trochetia blackburniana ingår i släktet Trochetia och familjen malvaväxter. Inga underarter finns listade i Catalogue of Life.

## Bildgalleri

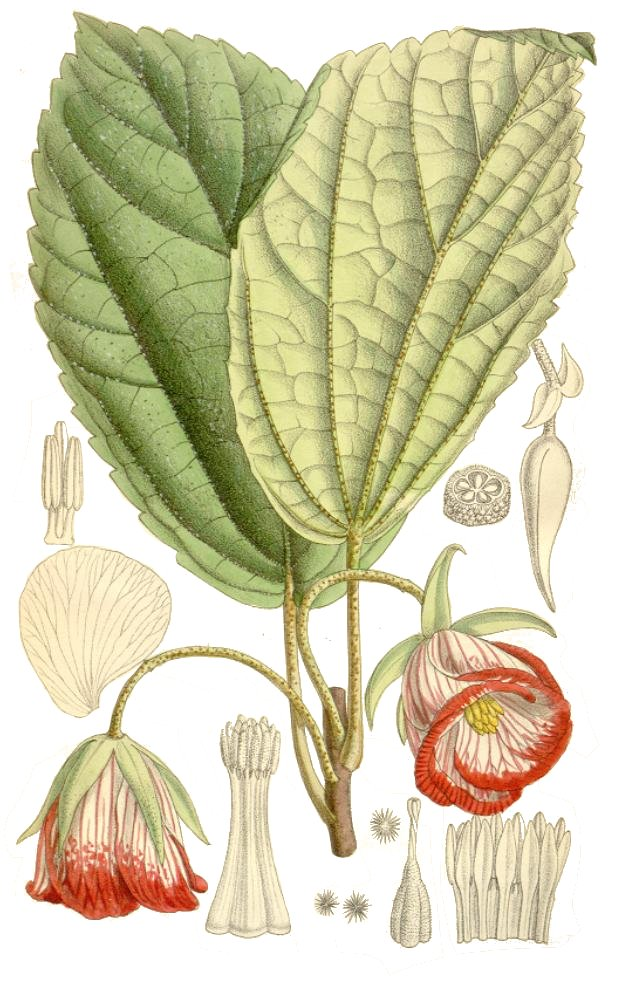
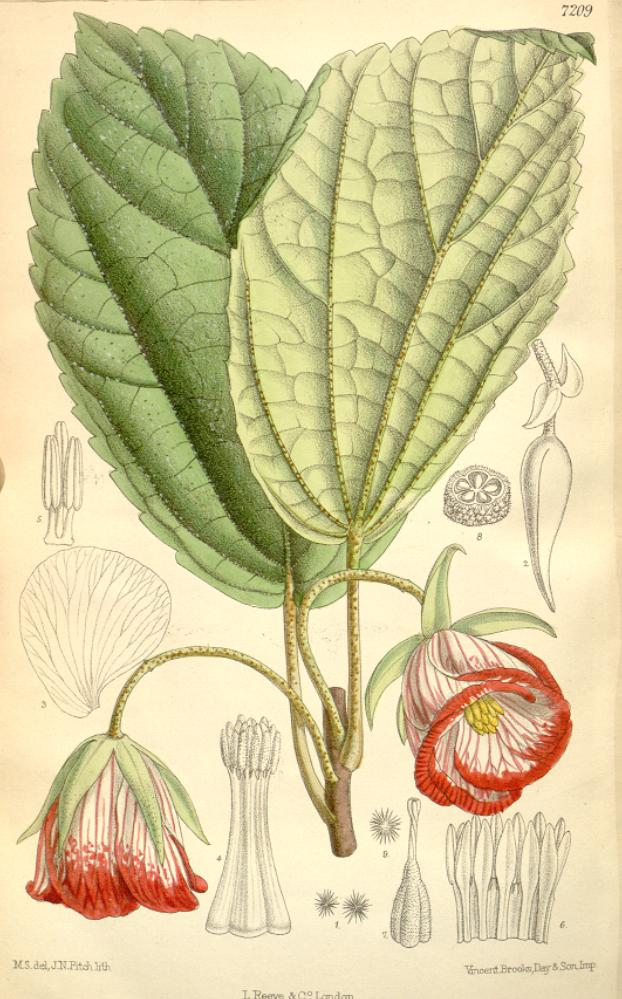